# Stazione di Marina di Carrara (FMC)
Stazione di Marina di Carrara 1964-ben bezárt vasútállomás Olaszországban, Carrara településen.

## Vasútvonalak
Az állomást az alábbi vasútvonalak érintették:
- Carrara Private Marble-vasútvonal

## Kapcsolódó állomások
A vasútállomáshoz az alábbi állomások vannak a legközelebb:
- stazione di Carrara-Avenza
- Stazione di Carrara Marittima
- Stazione di Carrara Marittima